# Shelter Cove (Kalifornija)
Shelter Cove je naseljeno područje za statističke svrhe u američkoj saveznoj državi Kalifornija. Prema popisu stanovništva iz 2010. u njemu je živjelo 693 stanovnika.